# Università Federale dell'Espírito Santo
L'Università Federale dell'Espírito Santo (UFES) è un'università pubblica dello stato federale dell'Espírito Santo in Brasile. La sua sede principale è a Vitória.

## Struttura
L'università offre un'istruzione gratuita. Fondata nel 1954, oggi comprende quattro campus: due si trovano a Vitória (Goiabeiras e Maruípe), uno a Alegre e l'ultimo a São Mateus. L'ateneo conta 100 corsi di laurea e 1.780 docenti. Possiede un teatro, un cinema, gallerie d'arte, un centro linguistico, biblioteche, un osservatorio astronomico, una stazione marittima, fattorie sperimentali, una clinica veterinaria e un ospedale universitario, che è la principale struttura sanitaria pubblica nello stato di Espírito Santo operando come punto di riferimento nell'assistenza medica ad alta complessità.
È classificata come la 28ª migliore università del Brasile secondo Ranking Universitário Folha (RUF) e la migliore università all'interno del proprio stato. Nel 2022 si è classificata al 54º posto tra le migliori università dell'America latina e al 109º posto secondo il QS Top University Rankings.